# Pronásledování křižníků Goeben a Breslau
Pronásledování křižníků Goeben a Breslau byla námořní operace, ke které došlo ve Středomoří na počátku první světové války. Středomořské loďstvo Royal Navy v ní neúspěšně pronásledovalo Středomořskou divizi německé Kaiserliche Marine, tvořenou bitevním křižníkem SMS Goeben a lehkým křižníkem SMS Breslau. Německá eskadra úspěšně dosáhla Dardanel a zakotvila v Instanbulu, což bylo důležitým faktorem vstupu Osmanské říše do války na straně Centrálních mocností. Zdánlivě banální britský neúspěch tak měl velký vliv na další vývoj války a v Anglii vyvolal velké pobouření.

## Srovnání sil

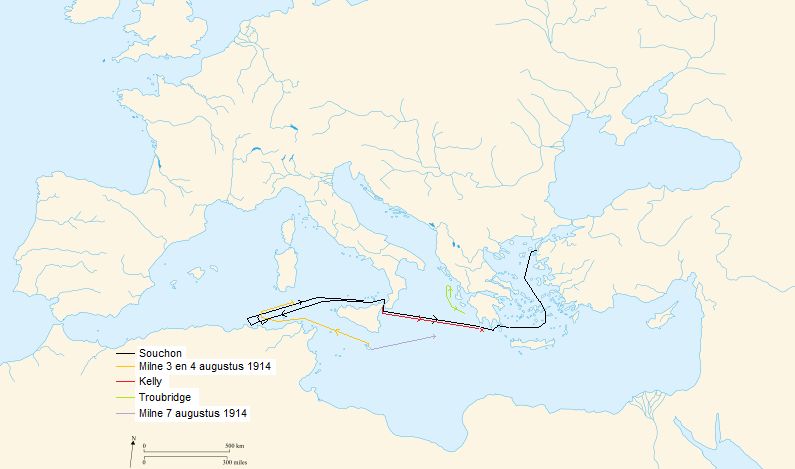
Mapa pohybu všech lodí

Německá Středomořská divize operovala v Jaderském moři od října 1913. Jejím velitelem byl kontradmirál Wilhelm Souchon. Problémem Goebenu ovšem byla vážná porucha strojů, která výrazně snížila jeho rychlost (obvykle 28 uzlů).
Britové měli nad německou divizí drtivou převahu. Byla zde 2. eskadra bitevních křižníků, skládajcí se z bitevních křižníků HMS Inflexible, HMS Indefatigable a HMS Indomitable, které velel velitel Středomořského loďstva admirál Archibald Berkeley Milne. Dále zde byla 1. eskadra křižníků, které velel kontradmirál Ernest Troubridge. Skládala se ze silných pancéřových křižníků HMS Defence (vlajkový), HMS Black Prince, HMS Duke of Edinburgh a HMS Warrior, čtyř lehkých křižníků a 16 torpédoborců.

## Vypuknutí války

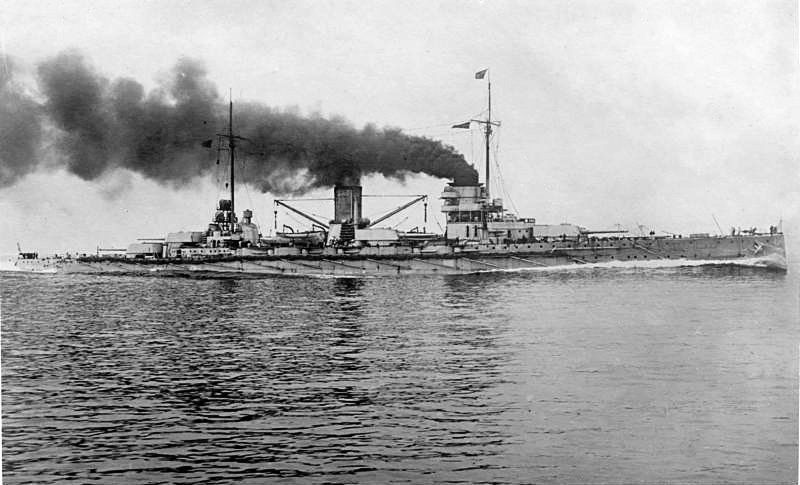
Goeben v roce 1914

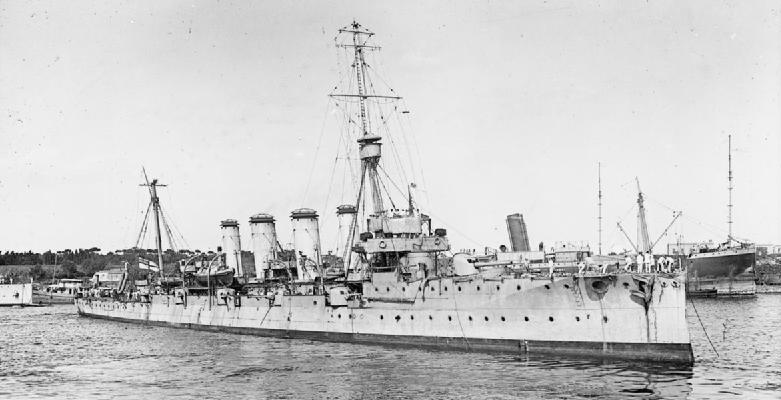
Gloucester

V době vypuknutí války mezi Rakousko-Uherskem a Srbskem byl Goeben opravován v Pule. Souchon se svou lodí urychleně odplul do Brindisi, kde mu ovšem Italové neposkytli uhlí (Itálie byla sice formálně spojencem Centrálních mocností, fakticky ale zůstávala neutrálním státem). Goeben proto odplul do Tarentu, kde se spojil s křižníkem Breslau a doplnil uhlí od německých obchodních lodí. První lord admirality Winston Churchill mezitím informoval velitele Středomořského loďstva, že jeho prvořadým úkolem je ochrana francouzských konvojů, přepravujících z Afriky do Evropy pěchotu severoafrického XIX. sboru (Německo a Velká Británie však ještě nebyly ve válečném stavu). Milne byl také vyzván, aby se nepouštěl do boje se silnějším nepřítelem. Churchill později uvedl, že tím měl na mysli Rakousko-Uherské loďstvo, reálně však tato instrukce odradila Milneho od převzetí iniciativy (jakkoliv jiný silný soupeř neexistoval).
Ráno 4. srpna 1914 ostřelovaly německé lodě francouzské přístavy na severoafrickém pobřeží Středozemního moře. Goeben ostřeloval Philippeville a Breslau přístav Bône. Při návratu do Messiny německý svaz sledovaly bitevní křižníky Indomitable, Indefatigable a lehký křižník HMS Dublin, nemohly však zasáhnout, protože do vypuknutí války zbývalo ještě několik hodin. Němci zvýšili rychlost a od britského svazu se lodě odpoutaly. V Messině Souchon doplnil uhlí a dostal depeši s rozkazem odplout se svými křižníky do Istanbulu. Důvodem bylo uzavření tajného spojenectví mezi Německem a Osmanskou říší.

## Druhá šance

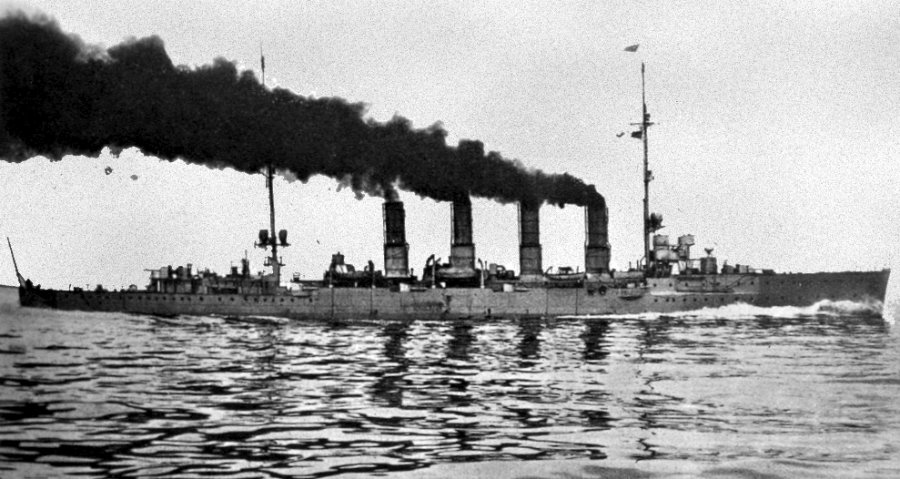
Breslau

Milne očekával, že Němci poplují na západ. Odeslal proto západně od Messiny dva bitevní křižníky, ovšem na východě ponechal jen lehký křižník HMS Gloucester. Německé lodě vypluly v podvečer 6. srpna směrem do Jaderského moře, přičemž je Gloucester pronásledoval. Teprve ve 22:45 Souchon změnil kurz směrem k řeckému mysu Matapan. Cestu mu v tu chvíli mohly přehradit pouze pancéřové křižníky a torpédoborce 1. eskadry křižníků. Její velitel ale věřil, že Souchon popluje na Jadran a vydal se jeho směrem až po více než hodině. Kontradmirál Troubridge byl nejprve rozhodnut svést s Goebenem bitvu, později si to ale rozmyslel a ve 3:55 pronásledování přerušil (naléhal na něj i velitel jeho vlajkové lodi Defence námořní kapitán Fawcet Wray). Za Němci se tedy opět držel pouze křižník Gloucester. Neodradila ho ani střelba německých lodí a nakonec ho odvolal sám Milne.
Dne 7. srpna Goeben a Breslau vpluly do Egejského moře a rozdělily se. Goeben se ukryl mezi Kykladskými ostrovy, zatímco Breslau v oblasti hledal německé obchodní lodi. Milne mezitím nechal opravit kotle Indomitable, doplnil uhlí u ostatních lodí (později se ukázalo, že zbytečně, jelikož měl paliva dost) a z Malty vyplul teprve 8. srpna v 0:30. Stále si však myslel, že zničení Goebenu nemá pro admiralitu velkou prioritu. Odpoledne téhož dne dostal Milne omylem odeslanou depeši, informujíci ho o zahájení války s Rakousko-Uherskem a rozkazující změnu kurzu k Otrantské úžině. Milne poslechl a ztratil tím celý jeden den. Kurz obrátil až v poledne 9. srpna. Večer téhož dne se německá Středomořská divize opět spojila a vydala se k Dardanelám, kam vplula 10. srpna ve 20:30. Pronásledování tak skončilo fiaskem.

## Závěr

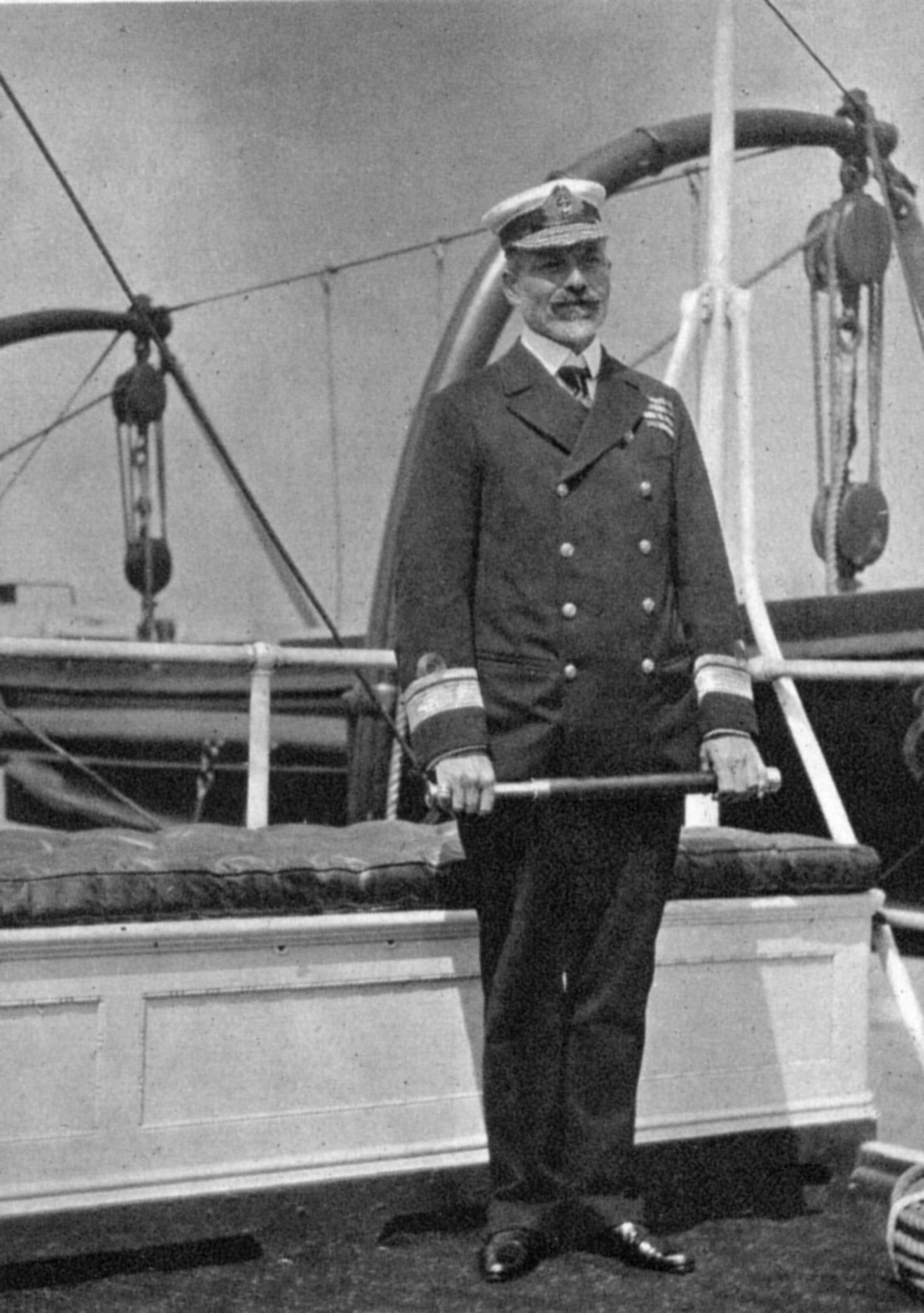
Archibald Berkeley Milne

Únik německých křižníků byl důležitým faktorem ve vstupu Osmanské říše do války na straně Centrálních mocností a v Anglii vyvolal velké pobouření. Obě lodi byly formálně zařazeny do stavu Osmanského námořnictva (Goeben jako Yavuz Sultan Selim a Breslau jako Midilli), čímž výrazně ovlivnily poměr sil zejména v Černém moři (v neprospěch Ruska). Posádka lodí ovšem zůstala německá. Novým velitelem osmanského námořnictva se stal Wilhelm Souchon, který začal s jeho přípravou na válku.
Jelikož část představitelů Osmanské říše měla stále sympatie spíše pro Velkou Británii, podílely se německé lodě na provokacích, které měly Turecko do války zatáhnout. Zejména se jednalo o útok na ruské Černomořské loďstvo dne 29. října 1914. Definitivní vstup Turecka do války znamenal odříznutí carského Ruska od Středozemního moře, kterým procházela většina jeho obchodu. To společně s válečným vyčerpáním přispělo k vypuknutí revoluce a nástupu bolševiků k moci.
Admirál Milne byl zbytek války bez služebního zařazení na polovičním platu a v únoru 1919 byl poslán do výslužby. Ernest Troubridge byl postaven před válečný soud, který ho vinil z toho, že nechal německou eskadru uniknout, přestože nad ní měl převahu. Byl sice osvobozen, ale velení na moři už mu nebylo nikdy svěřeno. Hlavní díl viny ale měla admiralita, která silně centralizovala své velení a zasahovala do kompetencí velitelů pomocí rádiových depeší, které si mnohdy protiřečily či byly odesílány se zpožděním.